# Чжан Нуаньсинь
Чжан Нуаньсин (кит. 张暖忻; 27 октября 1940 — 28 мая 1995) — китайский кинорежиссёр, видная представительница «четвёртого поколения» китайского кинематографа.
Несмотря на то, что за свою жизнь Чжан успела снять лишь четыре фильма, её картины оказали глубокое влияние на дальнейшее развитие китайского кинематографа.

## Биография
Чжан Нуаньсин родилась 27 октября 1940 года в городе Хух-Хото, Мэнцзян. Уже в 1943 года девочка вместе с родителями переселилась в Бэйпин.
В школьные годы Чжан интересовалась театром и принимала активное участие в школьных постановках, что в дальнейшем и оказало решающее влияние на выбор профессии — в 1958 году она поступила в Пекинскую киноакадемию на факультет режиссуры. После окончания обучения в 1962 году она осталась в стенах родного университета на должности преподавателя. В том же году она вышла замуж за своего коллегу — кинематографиста Ли То (李陀). В годы преподавательской работы Чжан Нуаньсин испытала значительное влияние французской новой волны, которая оказала существенное влияние на становление её собственных эстетических взглядов. Китайский кинематограф после прихода к власти коммунистов превратился в орудие пропаганды. За годы культурной революции с экранов исчезли какие-либо иные темы, кроме классовой борьбы, революции, борьбы с контрреволюционерами и преданности Председателю Мао. В этих условиях Чжан Нуаньсин выступала за активное реформирование кинематографа: кино должно было стать более человечным, вернуться к чувствам и переживаниям людей, при этом обогатиться должны были и средства киноязыка: ранее в китайском кинематографе развитие любого проблемы достигалось лишь благодаря рассказу и диалогам, Чжан Нуаньсин предложила уделить большее внимание работе оператора и музыкальному сопровождению. Основные идеи концепции кинематографиста были изложены в её статье «О модернизации киноязыка», написанной в соавторстве с мужем. Эта публикация, которая появилась в журнале «电影艺术» в 1979 году, вызвала широкие дебаты среди деятелей киноискусства.
К тому времени кинематографист, которой исполнилось почти 40 лет, совмещала работу преподавателя с эпизодической работой в съёмочных группах других режиссёров. После выхода статьи и того резонанса, который она вызвала, Чжан Нуаньсин решила воплотить своё виденье кинематографа в самостоятельной работе. В 1981 году она снимает картину «Песчаная птичка», которая на второй церемонии вручения премии «Золотой петух» победила в номинации «Лучшее музыкальное сопровождение», тогда как сама Чжан получила особую награду «Выдающийся режиссёр».
В 1985 году она снимает картину «Утраченная юность», в основу которой была положена повесть писательницы Чжан Маньлин «Есть такое прекрасное место».
В 1990 году — «Доброе утро, Пекин», в 1993 году — «Случай в Юньнани».
Чжан Нуаньсин умерла 28 мая 1995 года от рака.